# Revanchismus
Revanchismus (von  französisch revanche ‚Rache‘) bezeichnet eine politische Einstellung, die die gewaltsame Vergeltung für militärische und politische Niederlagen oder die Annullierung von Friedensbedingungen oder -verträgen zum Ziel hat. Das Bestreben, bestimmte, häufig in der Folge von Kriegen zu vertraglichem Recht gewordene Fakten rückgängig zu machen, heißt hingegen Revisionismus.
In Frankreich bezeichnet Revanchismus (französisch revanchisme) eine seit der Niederlage im Deutsch-Französischen Krieg 1870/71 vorhandene extrem nationalistische politische Strömung, die die Rückeroberung Elsass-Lothringens und damit die Rheingrenze zum Ziel hatte. Ab 1902 war diese politische Strömung in der Nationalversammlung nicht mehr extrem vertreten, sondern nur noch vereinzelt in den politischen Programmen von Parteien enthalten.
In der Weimarer Republik bekämpften die dem Revanchismus verfallenen nationalistischen Parteien und Verbände die Ergebnisse des Friedensvertrages von Versailles und die damit verbundenen deutschen Institutionen und ausländischen Mächte, insbesondere Frankreich, England und Polen.
Nach dem Zweiten Weltkrieg diente der Begriff als pejoratives Schlagwort für die Gegner der Oder-Neiße-Grenze und des Verlustes der Ostgebiete des Deutschen Reiches. In der DDR war der Begriff „Revanchismus“ mit Verweis auf die Verteidigung des Volkseigentums gegen private Restitutionsforderungen aus Westdeutschland fester Bestandteil der politischen Terminologie der SED. Er wurde als politischer Kampfbegriff gegen den westdeutschen „Klassenfeind“ verwendet, gegen die Bundesregierung, gegen Verbände der Heimatvertriebenen, die den Verlust ihrer Heimat nach dem Zweiten Weltkrieg nicht akzeptierten, und gegen Parteien, wie die CDU/CSU, die die DDR nicht als Staat anerkennen wollten.